# Gérard Majax
Maurice Faier, dit Gérard Majax, est un prestidigitateur français né le 28 avril 1943 à Nice.

## Biographie
Gérard Majax, né à Nice, devient parisien d'adoption vers l'âge de six ans. En fréquentant les puces de Clignancourt vers l'âge de douze ans, il commence à se passionner pour la magie tout en lisant les bandes dessinées de Mandrake le Magicien.
Il poursuit ses études jusqu'à l'école normale d'instituteurs et l'obtention d'une licence de psychologie expérimentale à la Sorbonne, où il suit les cours de Paul Fraisse. Hésitant entre carrière artistique et enseignement, Eddie Barclay le pousse vers sa vocation,.

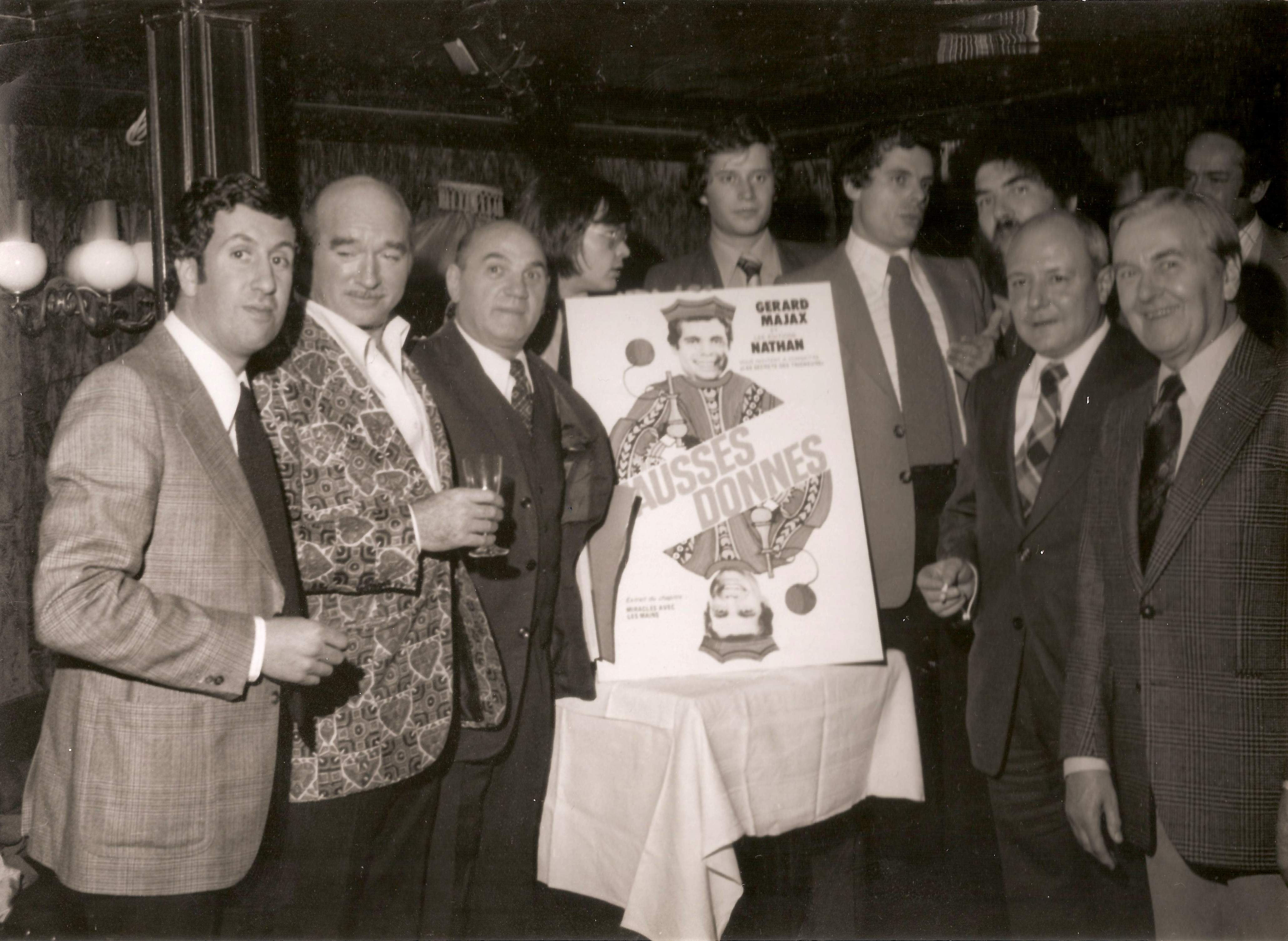
Gérard Majax entouré de Stéphane Collaro, Eddie Barclay et Michel Hatte le 17 décembre 1975.

Durant sept années, Gérard Majax présente à la télévision française des émissions qui le font alors connaître au grand public : Abracadabra, Y'a un truc, Passe-passe, Magie-surprise (caméra cachée), La caverne d'Abracadabra et Magie-Majax.
Il joue également dans des films et des feuilletons télévisés : Le Grand Blond avec une chaussure noire, dont il réalise les tours de carte du générique d'ouverture, ou Marie Pervenche.
Son métier de prestidigitateur et sa formation en psychologie le poussent à entretenir son esprit critique. Il intervient alors régulièrement comme démystificateur au sein du mouvement sceptique contemporain : durant quinze ans, il lance ainsi un « défi au paranormal » (le Défi zététique international) qui le mène aux quatre coins du monde pour établir la vérité sur les croyances induites par certains gourous, charlatans et autres organisations sectaires. Il publie une quarantaine de livres sur la prestidigitation et la zététique,.
En 1971 et 1972, Gérard Majax participe sur la première chaîne de l'ORTF à une émission télévisée consacrée au paranormal : Le troisième œil, où il est souvent amené à participer à des expériences et à démasquer des charlatans.   
En 1989, lors de l'émission télévisée Stars à la barre, sur Antenne 2, il met en difficulté des voyants et magnétiseurs, à travers des impostures, pour prouver au public que ce sont des charlatans. Les voyants mis en difficultés sont le « mage » Nathaniel et le « sorcier » Octave Sieber[réf. souhaitée].
Gérard Majax est aussi le créateur de 17 coffrets de prestidigitation entre 1970 et 1990,. De 2007 à 2012, il gère sa maison d'édition, les éditions Abracadabra,. Après avoir présenté un tour de magie au Club Dorothée lors de l'émission du mercredi 1er juin 1994, Gérard Majax est invité à venir proposer dans l'émission, tous les mercredis matin durant la saison 1994-1995, une énigme que les téléspectateurs doivent résoudre, ainsi qu'un tour de magie[réf. souhaitée]. En mars 1995, il participe au premier volet « Le chirurgien, le magicien et la psychanalyste » de l'émission La traversée de la main, produite par Catherine Soullard et diffusée sur France Culture dans Les nuits magnétiques. Il est invité à l'émission C'est mon choix du 26 septembre 2000 pour débattre de l'existence de pouvoirs surnaturels.
À partir de 2002, son invention « l'Hallucinoscope », qui est selon le journal La Croix « un astucieux procédé optique très spectaculaire qui donne l'impression de marcher dans les airs », est exposée pour trois ans dans le musée scientifique du Palais de la découverte à Paris,,.
Gérard Majax continue cependant de sillonner les routes de France pour présenter, dans la tradition du music-hall et enrichi d'anecdotes du métier, son spectacle Les dessous du Magic-Hall.
En 2012, il joue son propre rôle dans un épisode de la série de réalité scénarisée Le Jour où tout a basculé (J'ai dû voler pour sauver ma fille).
En 2014, Gérard Majax vend ses accessoires de magie pour 62 000 euros ; les médias évoquent des difficultés financières,, mais il assure dans un entretien en 2022 qu'il s'agissait « seulement [de faire] un peu de place dans [s]on appartement ».
Il partage son temps entre une maison sur la Côte d’Azur, où il est né, un appartement dans le 18e arrondissement et une maison près de Houdan, dans les Yvelines.
Il connaît un regain de notoriété en avril 2022, lorsque son nom est cité par Emmanuel Macron lors du débat télévisé du second tour de l'élection présidentielle 2022.

## Démystification d'Uri Geller
Le 14 mars 1987, Gérard Majax intervint dans l'émission Droit de réponse, animée par Michel Polac, intitulée « L'effet Geller ». L'invité principal de l'émission est le prestidigitateur Uri Geller. Au début de l'émission, Geller effectue devant les caméras diverses démonstrations qu'il présente comme des expériences parapsychologiques, c'est-à-dire comme l'expression de pouvoirs paranormaux ou surnaturels. Gérard Majax, qui assiste à l'émission depuis les coulisses, apparaît ensuite sur le plateau et refait des démonstrations identiques à celles qu'Uri Geller venait d'accomplir :
- il tord à 35 degrés un club de golf en métal, comme s'il s'agissait de caoutchouc, alors que Michel Polac le tenait dans sa main ;
- il fait tournoyer l'aiguille d'une boussole nettement plus vite qu'Uri Geller venait de le faire quelques minutes plus tôt ;
- il tord une petite cuillère en la regardant ;
- il casse un verre sans le toucher ;
- il éteint une bougie à distance.

Au cours de cette démonstration, Gérard Majax utilise plusieurs fois les mots « tricherie », « détournements d'attention » et « illusionnisme », accusant Uri Geller d'être un charlatan et lui reprochant de simplement présenter des tours de magie connus de la plupart des magiciens. En 2008, Uri Geller admet lors d'une interview pour Magische Welt (de) être un simple prestidigitateur.

## Décoration
- Chevalier de l'ordre des Arts et des Lettres (1987)[18].

## Publications
- 1967 : Allumettes magiques, éditions Mayette
- 1972 : Le Merveilleux Magicien. Comment étonner ses amis, Nathan
- 1975 : Y'a un truc, avec Armand Jammot, Nathan
- 1975 : Les Secrets des tricheurs, Nathan
- 1978 : Le Grand Bluff, Nathan
- 1979 : Magie des dés : Close up, avec Gérard Kunian et James Hodges, éditions Techniques du spectacle
- 1979 : Les 100 meilleurs tours de cartes, avec James Hodges, Nathan  (ISBN 2-09-295501-2)
- 1981 : Les Pickpockets, éditions Jean-Claude Lattès (ISBN 978-2-7096-0050-7)
- 1986 : Le Pouvoir de la magie, éditions de la Table ronde (ISBN 978-2-7103-0282-7)
- 1991 : Magie en voiture, Nathan  (ISBN 978-2-09-240200-9)
- 1991 : Magie dans la nature, Nathan  (ISBN 978-2-09-240202-3)
- 1991 : Magie à l'école, Nathan  (ISBN 978-2-09-240205-4)
- 1991 : Magie à la neige, Nathan  (ISBN 978-2-09-240204-7)
- 1991 : Magie à la plage, Nathan
- 1992 : Les Faiseurs de miracles, avec Emmanuel Haymann, éditions Michel Lafon (ISBN 978-2-908652-16-1)[19]
- 1996 : Gare aux gourous. Les trucs des sectes, avec James Hodges, Arléa (ISBN 978-2-86959-308-4) (présentation en ligne)
- 1996 : La Magie du sommeil, éditions Michel Lafon  (ISBN 978-2-84098-024-7)
- 1998 : Farces magiques pour les fêtes, éditions de l'Archipel (ISBN 978-2-84187-148-3)
- 1999 : Tours de cartes pour les amis, éditions de l'Archipel  (ISBN 978-2-84187-200-8)
- 2000 : Magie au dessert, éditions de l'Archipel  (ISBN 978-2-84187-271-8)
- 2004 : Magie à la maison, éditions de l'Archipel  (ISBN 978-2-84187-637-2)
- 2004 : Magie en plein air, éditions de l'Archipel  (ISBN 978-2-84187-597-9)
- 2007 : Tricheries au poker, éditions Abracadabra  (ISBN 978-2-9528894-1-4)
- 2007 : Pinocchia : l'aventure secrète, avec Sylvain Gary, illustrations de Jacques Muller, éditions Abracadabra  (ISBN 978-2-9528894-0-7)
- 2008 : Les Dessous du Magic-Hall, éditions Abracadabra  (ISBN 978-2-9528894-3-8)
- 2018 : Les Miracles de la Bible vus par un illusionniste, éditions First (ISBN 2412033153)

## Filmographie

### Cinéma
- 1967 : Bang-bang : le professeur de pickpocket
- 1972 : Le Grand Blond avec une chaussure noire : l'espion magicien du générique
- 1975 : La Course à l'échalote : le magicien pickpocket

### Télévision
- 1968 : Les Dossiers de l'Agence O (série télévisée), épisode La Cage d'Emile : l'illusionniste du bar, réalisé par Jean Salvy avec Jean-Pierre Moulin, Pierre Tornade, Michel Robin, Marlène Jobert, Mylène Demongeot, Noël Roquevert
- 1973 : Le Machin (téléfilm) : l'antiquaire
- 1984 : Marie Pervenche (série télévisée) : Roberto, l'illusionniste
- 1998 : Les Vacances de l'amour (série télévisée) : Léonardo
- 2006 : Inconnue de la départementale (téléfilm) : Vargas
- 2012 : Le Jour où tout a basculé (série télévisée) : lui-même
- 2021 : Astrid et Raphaëlle (série télévisée). Saison 2, épisode 1 - L'Étourneau : Carmine le magicien

#### Animateur
- 1994-1995 : Club Dorothée